# Primera Liga de Croacia 1993-94
La Primera División de Croacia en su temporada 1992-93, Fue la tercera temporada de la liga croata. El campeón fue el club Hajduk Split que consiguió su segundo título.
Los dieciocho clubes en competición se agrupan en un único grupo en que se enfrentan dos veces a sus oponentes en dos ruedas (ida y vuelta), con un total de 34 partidos jugados por club. Descienden los últimos cuatro clubes clasificados y ascienden dos clubes de la segunda liga, En vista de la reducción del número de clubes de 18 a 16 para la próxima temporada.

## Equipos
| Club                    | Ciudad        | Estadio                        | Aforo |
| ----------------------- | ------------- | ------------------------------ | ----- |
| NK Belišće              | Belišće       | Gradski stadion Belišće        |       |
| HNK Cibalia Vinkovci    | Vinkovci      | Stadion HNK Cibalia            |       |
| NK Dinamo Zagreb        | Zagreb        | Stadion Maksimir               |       |
| HNK Dubrovnik           | Dubrovnik     | Gradski stadion Lapad          |       |
| HNK Hajduk Split        | Split         | Stadion Poljud                 |       |
| NK Inter Zaprešić       | Zaprešić      | Stadion Inkera                 |       |
| NK Istra Pula           | Pula          | Stadion Aldo Drosina           |       |
| NK Osijek               | Osijek        | Stadion Gradski vrt            |       |
| NK Pazinka Pazin        | Pazin         | Gradski stadion Pazin          |       |
| NK Radnik Velika Gorica | Velika Gorica | Stadion Radnik                 |       |
| HNK Rijeka              | Rijeka        | Stadion Kantrida               |       |
| HNK Segesta Sisak       | Sisak         | Gradski stadion Sisak          |       |
| HNK Šibenik             | Šibenik       | Stadion Šubićevac              |       |
| NK Varteks Varaždin     | Varaždin      | Stadion Varteksa               |       |
| NK Zadar                | Zadar         | Stadion Stanovi                |       |
| NK Zagreb               | Zagreb        | Stadion u Kranjčevićevoj ulici |       |
| NK Primorac Stobreč     | Stobreč       |                                |       |
| NK Dubrava Zagreb       | Zagreb        |                                |       |

## Tabla de posiciones
|           |     | Equipo               | PJ | PG | PE | PP | GF | GC  | DG  | PTS |
| --------- | --- | -------------------- | -- | -- | -- | -- | -- | --- | --- | --- |
|           | 1.  | Hajduk Split         | 34 | 22 | 6  | 6  | 84 | 36  | +48 | 50  |
|           | 2.  | NK Zagreb            | 34 | 20 | 9  | 5  | 58 | 30  | +28 | 49  |
|           | 3.  | Croacia Zagreb       | 34 | 20 | 8  | 6  | 98 | 34  | +64 | 48  |
|           | 4.  | Inker Zaprešić       | 34 | 17 | 8  | 9  | 48 | 34  | +14 | 42  |
|           | 5.  | Varteks Varaždin     | 34 | 16 | 9  | 9  | 51 | 31  | +20 | 41  |
|           | 6.  | HNK Rijeka           | 34 | 11 | 17 | 6  | 40 | 27  | +13 | 39  |
|           | 7.  | Cibalia Vinkovci     | 34 | 11 | 13 | 10 | 37 | 27  | +10 | 35  |
|           | 8.  | NK Osijek            | 34 | 12 | 11 | 11 | 56 | 58  | -2  | 35  |
|           | 9.  | HNK Segesta Sisak    | 34 | 12 | 10 | 12 | 48 | 44  | +4  | 34  |
|           | 10. | NK Istra Pula        | 34 | 13 | 8  | 13 | 40 | 36  | +4  | 34  |
|           | 11. | NK Zadar             | 34 | 8  | 17 | 9  | 24 | 36  | -12 | 33  |
|           | 12. | NK Belišće           | 34 | 12 | 8  | 14 | 55 | 51  | +4  | 32  |
|           | 13. | HNK Šibenik          | 34 | 12 | 8  | 14 | 36 | 42  | -6  | 32  |
|           | 14. | Primorac Stobreč (A) | 34 | 11 | 7  | 16 | 42 | 54  | -12 | 29  |
| Descendió | 15. | Pazinka Pazin        | 34 | 8  | 9  | 17 | 51 | 67  | -16 | 25  |
| Descendió | 16. | NK Dubrovnik         | 34 | 7  | 9  | 18 | 26 | 60  | -34 | 23  |
| Descendió | 17. | Dubrava Zagreb (A)   | 34 | 7  | 9  | 18 | 28 | 63  | -35 | 23  |
| Descendió | 18. | Radnik Velika Gorica | 34 | 3  | 2  | 29 | 17 | 109 | -92 | 8   |

### Máximos Goleadores
| Jugador           | Club           | Goles |
| ----------------- | -------------- | ----- |
| Goran Vlaović     | Croacia Zagreb | 29    |
| Igor Cvitanović   | Croacia Zagreb | 27    |
| Rudika Vida       | Belišće        | 26    |
| Mladen Mladenović | Rijeka         | 20    |
| Tomislav Erceg    | Hajduk Split   | 18    |
| Joško Popović     | NK Zagreb      | 18    |
| Robert Špehar     | NK Osijek      | 18    |
| Igor Pamić        | Croacia Zagreb | 18    |
| Davor Vugrinec    | Varteks        | 17    |
| Antun Labak       | NK Osijek      | 16    |